# بيتر راسموسن (لاعب كرة قدم)
بيتر راسموسن (بالدنماركية: Peter Rasmussen)‏ (16 مايو 1967 بهوبرو في الدنمارك - ) هو لاعب كرة قدم دانمركي في مركز الهجوم. شارك مع منتخب الدنمارك تحت 21 سنة لكرة القدم ومنتخب الدنمارك لكرة القدم. أما مع النوادي، فقد لعب مع نادي أوبه ونادي شتوتغارت ونادي فيبورج والبورك بولدسبيلكلوب ‏.

## وصلات خارجية
- بيتر راسموسن على موقع قاعدة بيانات كرة القدم.إي يو (الإنجليزية)
- بيتر راسموسن على موقع بيانات كرة القدم. دي إي (الألمانية)
- بيتر راسموسن على موقع ناشيونال فوتبول تيمز (الإنجليزية)
- بيتر راسموسن على موقع عالم كرة القدم.نت (الإنجليزية)